# Libació

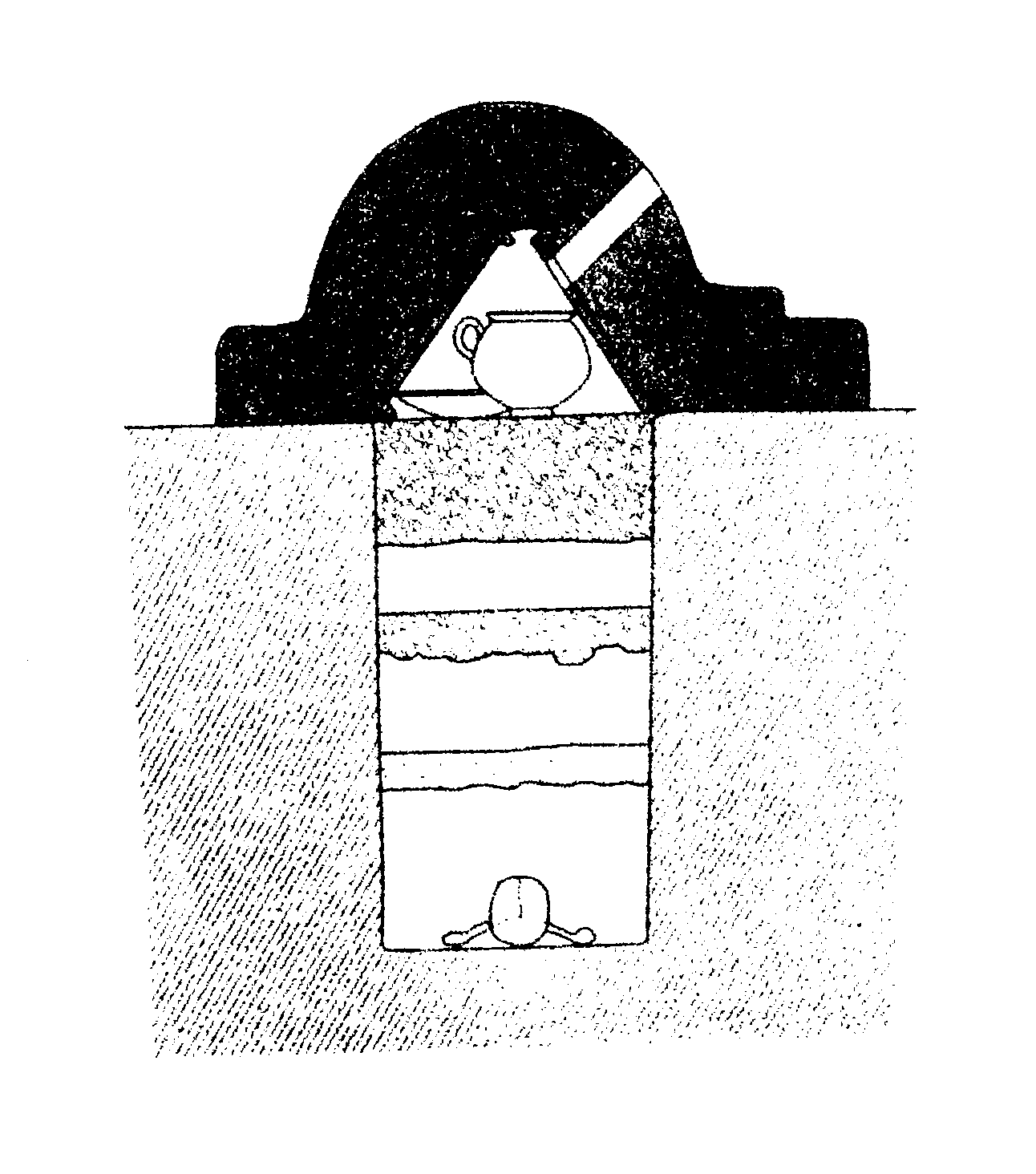
Secció d'una cupa (un tipus romà de sepultura). L'orifici inclinat de la dreta servia per efectuar libacions abocant-hi líquid.

La libació (del llatí libatio, grec λοιβή o σπονδή) és un ritual religiós o cerimònia de nombroses religions que consisteix en l'aspersió d'una beguda com a ofrena a una divinitat o un difunt.
En les religions grega i romana, en les que les libacions eren comuns, els líquids oferts eren variats: vi sense barrejar, llet, mel, oli i altres líquids, fins i tot aigua pura, que s'abocaven al sòl o de vegades sobre un altar. S'usava normalment un recipient especial per a aquesta cerimònia.